# Lord-maire

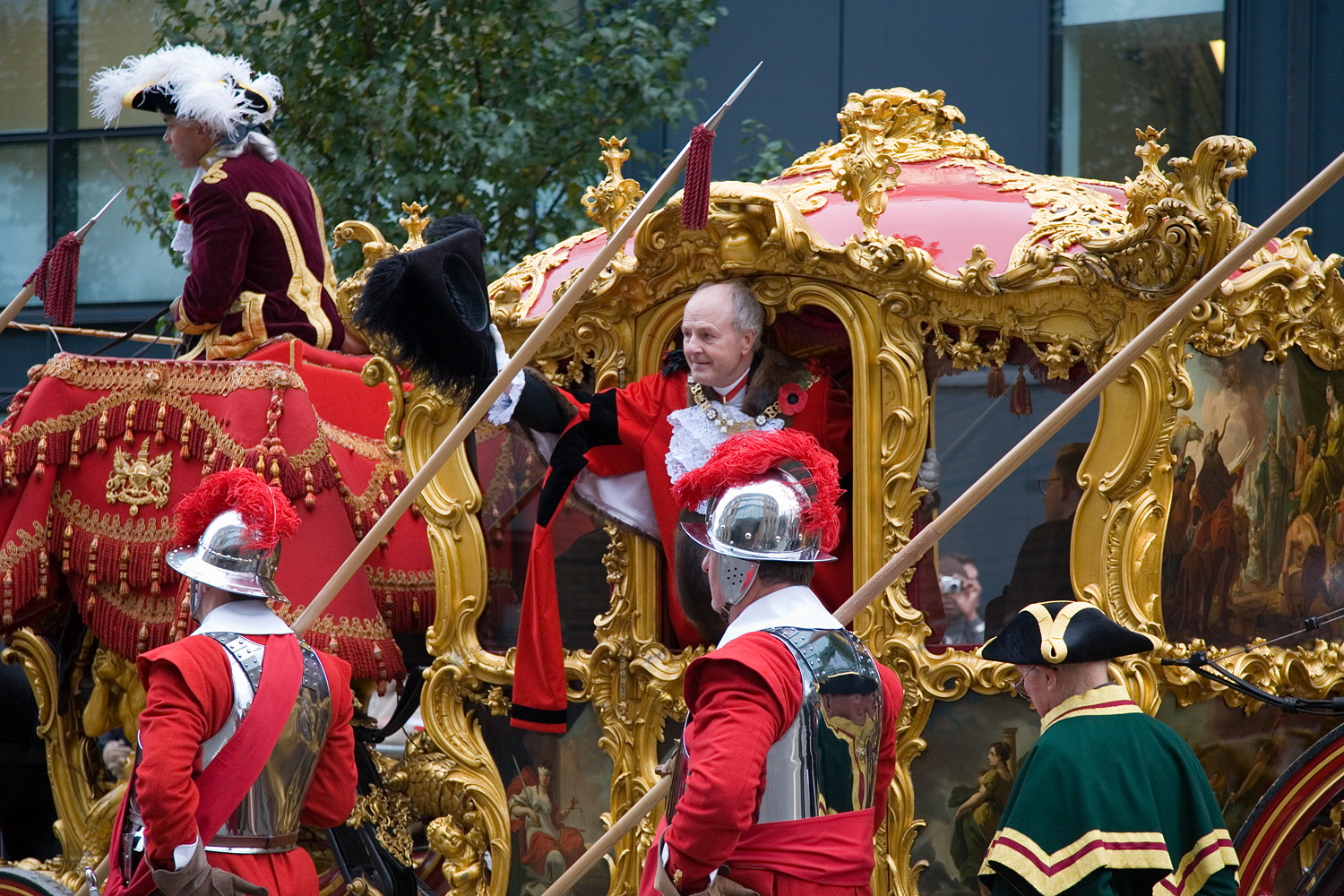
Lord-maire de Londres - John Stuttard - novembre 2006.

Lord mayor (lord-maire en français) est le titre d'un maire d'une grande ville du Royaume-Uni ou du Commonwealth, avec une reconnaissance spéciale accordée par le souverain. Cependant, le titre ou un équivalent est présent dans des pays extérieurs à ces royaumes, y compris sous des formes telles que high mayor. Dans l'Écosse, le titre est lord-provost.
Au Canada, la seule ville avec un lord-maire au sens traditionnel du terme est Niagara-on-the-Lake, en reconnaissance de son rôle de première capitale du Haut-Canada.

## Royaume-Uni
Au Royaume-Uni, le statut de lord-maire (Lord Mayor status) est un des trois honneurs civiques (civic honours) dont le Souverain peut octroyer l'usage (grant). Les deux autres sont le statut de cité (City status) et le prédicat très honorable (Right Honourable).
Le Souverain exerce sa prérogative sur l'avis de ses ministres. L'avis ministériel est donnée par le lord grand chancelier, le secrétaire d'État pour l'Écosse, le secrétaire d'État pour le Pays de Galles et le secrétaire d'État pour l'Irlande du Nord. L'octroi est donné par lettres patentes.

### Liste
- Lord-maire de Belfast.
- Lord-maire de Birmingham (en).
- Lord-maire de Bradford (en).
- Lord-maire de Bristol (en).
- Lord-maire de Cardiff.
- Lord-maire de Chester (en).
- Lord-maire de Coventry (en).
- Lord-maire d'Exeter (en).
- Lord-maire de Kingston upon Hull (en).
- Lord-maire de Leeds (en).
- Lord-maire de Leicester (en).
- Lord-maire de Liverpool (en).
- Lord-maire de Londres.
- Lord-maire de Manchester (en).
- Lord-maire de Newcastle-upon-Tyne (en).
- Lord-maire de Nottingham (en).
- Lord-maire d'Oxford (en).
- Lord-maire de Plymouth (en).
- Lord-maire de Portsmouth (en).
- Lord-maire de Sheffield (en).
- Lord-maire de Stoke-on-Trent (en).
- Lord-maire d'York (en).

## Irlande
En Irlande, les postes de Lord Maire de Dublin (titre accordé sous le Royaume d’Irlande) et de Lord Maire de Cork (titre accordé lorsque cette ville faisait partie du Royaume-Uni) existent toujours et sont des titres symboliques, comme au Royaume-Uni.

### Liste
- Lord-maire de Cork.
- Lord-maire de Dublin.

## Australie
À l'instar du Royaume-Uni, l'Australie compte également des lord-maires. Cependant, un maire ou un lord-maire en Australie est le chef du gouvernement d'un conseil local, qui gouverne une zone de gouvernement local, qui n'est généralement pas une ville entière et comprend le plus souvent de nombreuses banlieues et villes. Par exemple, Sydney compte 30 zones de gouvernement local, dont l'une s'appelle la Ville de Sydney (située dans le quartier central des affaires). Par conséquent, le Lord-maire de Sydney (en) n'est pas le même que, par exemple, le Maire de Blacktown (en).

### Liste
| Portrait | Titulaire             | Bureau                       | Ville     | État/territoire        | Parti | Parti            |
| -------- | --------------------- | ---------------------------- | --------- | ---------------------- | ----- | ---------------- |
|          | Sally Capp (en)       | Lord-maire de Melbourne (en) | Melbourne | Victoria               |       | Indépendant      |
|          | Jane Lomax-Smith (en) | Lord-maire d'Adélaïde (en)   | Adélaïde  | Australie-Méridionale  |       | Travailliste     |
|          | Clover Moore          | Lord-maire de Sydney (en)    | Sydney    | Nouvelle-Galles du Sud |       | Indépendant      |
|          | Anna Reynolds (en)    | Lord-maire d'Hobart (en)     | Hobart    | Tasmanie               |       | Indépendant      |
|          | Adrian Schrinner      | Lord-maire de Brisbane       | Brisbane  | Queensland             |       | Libéral national |
|          | Kon Vatskalis (en)    | Lord-maire de Darwin (en)    | Darwin    | Territoire du Nord     |       | Travailliste     |
|          | Basil Zempilas (en)   | Lord-maire de Perth (en)     | Perth     | Australie-Occidentale  |       | Indépendant      |